# Масло камелии
Масло камелии (восточное оливковое масло) — растительное масло высокой вязкости, получаемое прессованием из богатых маслом семян различных видов камелии. Масло камелии производится и используется в основном в Китае, Вьетнаме и Японии.

## Свойства и состав
Камелиевое масло представляет собой вязкую прозрачную жидкость бледно зеленовато-желтого, бледно-желтого или золотисто-желтого цвета (цвет зависит от степени очистки). Обладает слабым, ненавязчивым ароматом. Масло плохо растворимо в спирте, хорошо растворимо в хлороформе, диэтиловом эфире и толуоле.
Масло камелии содержит в основном триглицериды олеиновой кислоты (от 70 до 80%), а также пальмитиновой (от 6 до 11%), линолевой (от 5 до 10%) и стеариновой (от 1,5 до 3%) кислот. Присутствуют также незначительные количества миристиновой (0,3 %), арахидоновой (1,5%), линоленовой (1,0 %), бегеновой (0,5 %), эруковой (0,5 %), лигноцериновой (0,5 %), эйкозановой (0,8 %), пальмитолеиновой (0,5%) и других кислот. Содержит тритерпены, сквален, полифенолы и биофлавоноиды.

## Получение
Получают масло камелии из семян различных видов камелий, преимущественно камелии масличной Camellia oleifera и камелии сасанква Camellia sasanqua. В редких случаях это масло получают из семян чайного куста (Camellia sinensis). Известное декоративное растение камелия японская (Camellia japonica) в качестве источника камелиевого масла играет незначительную роль.
Семена камелий высушивают и размалывают, а затем проводят извлечение масла. Используются два способа извлечения масла из семян:
1. холодное прессование
2. жидкостная экстракция

Первый способ применяется для масла, используемого в пищу, при этом полученное масло сохраняет оригинальный вкус и запах.
Второй способ позволяет более эффективно извлекать масло из семян различными органическими растворителями. Полученные растворы разделяют путём перегонки (отгонки растворителя). Масло камелии, полученное этим способом, применяется при изготовлении косметики и для различных технических целей (пропитка древесины, бумаги, защита от коррозии и прочее).
Полученное любым из способов сырое масло подвергается фильтрованию, обесцвечиванию и дальнейшей очистке, в том числе рафинированию.

## Применение
Использование масла камелии началось в Китае, в Шань Хай Цзин более 2300 лет назад. С тех пор масло камелии является одним из основных пищевых растительных масел в некоторых южных провинциях Китая, в некоторых регионах Вьетнама и Японии. Применяют это масло для жарки и заправки салатов, приготовления маринадов и соусов для тушения, используют в производстве маргарина.
Значительно шире это масло применяется при изготовлении косметических средств, как по отдельности, так и в комбинации с другими маслами. Чаще всего гипоаллергенное масло камели входит в состав средств для ухода за кожей и волосами.
Применяется для пропитки древесины (с целью защиты от гниения) и бумаги для традиционных бумажных японских зонтов (для непромокаемости и достижения большей прозрачности).
Как ингибитор коррозии, масло используется для защиты лезвий японских кухонных ножей и холодного оружия из углеродистой стали.
Поскольку масло не оказывает негативного влияния на пищу, то перед использованием очистка ножей от масла не требуется.